# Сергіївка (Михайлівська сільська громада)
Се́ргіївка — село в Україні, у Михайлівській сільській громаді Запорізького району Запорізької області. До 2018 року орган місцевого самоврядування — Михайлівська сільська рада.

## Географія
Село Сергіївка розташоване за 18 км від обласного центру, 26 км від міста Вільнянська та  5 км від лівого берега річки Дніпро. Сусідні села: Соколівка (1 км) та Нагірне (1,5 км). Поруч пролягає автошлях міжнародного значення  М18E105. Найближча залізнична станція — Вільнянськ (за 26 км). Площа села — 40,5 га.

## Історія
Село Сергіївка заснована на початку 1920-х років. Першим поселенцем був Сергій Дрізд, за ім'ям якого і було названо село.
У 1932—1933 роках селяни зазнали сталінського геноциду.
З 24 серпня 1991 року село у складі незалежної України.
9 лютого 2018 року, в ході децентралізації, Михайлівська сільська рада об'єднана з Михайлівською сільською громадою.
19 липня 2020 року, в результаті адміністративно-територіальної реформи та ліквідації Вільнянського району, село увійшло до складу новоутвореного Запорізького району.

## Населення
За переписом 2001 року населення складало 234 особи. Кількість населення станом на 1 січня 2007 року — 173 особи. Налічується 80 домогосподарств.

## Мова
Розподіл населення за рідною мовою за даними перепису 2001 року:
| Мова       | Кількість | Відсоток |
| ---------- | --------- | -------- |
| українська | 169       | 72,22 %  |
| російська  | 65        | 27,78 %  |
| Всього:    | 234       | 100 %    |